# D.M.L.C. デスマッチラブコメ
『D.M.L.C. デスマッチラブコメ』は、ケムコより2013年に発売されたスマートフォン用ノベルアドベンチャー。2014年4月9日にはWii U版も発売された。2020年6月25日にフルリメイク版の『デスマッチラブコメ！』がPlayStation 4/Nintendo Switch/Steam向けに同時発売された。

## あらすじ
高校に入学して間もない4月16日。矢木景は学校の中庭で津野るみ子と白詰乙羽から告白されるが、直後に謎の爆発が起こる。直後何故か復活し、幻覚だったと思ったが、以後二人から告白と誤解する言葉を聞くと景の身体に異常が起こることが判明する。とりあえずるみ子と乙羽が自重すると言うことで一旦は決着したように見えたが、夕方になると二人とも意識を無くしたかのように景に迫る。根本的な解決策を探すため、景は仲間たちと共に事態の解決に乗り出す。

## 登場人物
矢木 景（やぎ けい）
美笹木高校1年B組。3月31日生まれ。勉強は苦手でクラスメイトと馬鹿話に花を咲かせるごく普通の男子生徒。女の子に告白されると爆死する体質になってしまった。
津野 るみ子（つの るみこ）
景のクラスメイト。6月13日生まれ。実家は神社の名家で、「巫女姫様」と高嶺の花扱いされている。しかし天然な性格で、登校時には寝ぼけている姿が目撃されている。景に起こっている現象に対して、「デスマッチラブコメ」という名前を付けた。
白詰 乙羽（しろつめ おとば）
景のクラスメイトで幼馴染。12月27日生まれ。暴力的な性格で、特に景に対してはその鉄拳を振るう機会が多い。景に対して警告を発した謎の小動物を、景以外で見ることができる唯一の人間。
平木場 亜須賀（ひらこば あすか）
景のクラスメイト。4月1日生まれ。金髪のロングヘアーが特徴。成績は優秀だが軽薄な性格で、るみ子と乙羽から告白された景のことを羨ましく思っている。
九段 志乃歌（くだん しのか）
景のクラスメイト。8月3日生まれ。明るい性格で、仲良しグループのまとめ役。景に起こっている現象を理解し、協力する。
有栖 隆斗（ありす りゅうと）
景のクラスメイト。10月22日生まれ。真面目な性格で、景に起こっている現象を馬鹿馬鹿しいと断じながらも冷静に分析する。乙羽と特に相性が悪い。
東護 美弥（とうご みや）
景のクラスメイト。3月8日生まれ。図書委員を務めている。大人しい性格で、悪友に誘われて文芸部へ入部してしまうが、そこで景に起こっている現象に関する重要な情報を入手する。メインキャラの中では最も巨乳。
土呂 鈴（とろ すず）
美笹木高校の養護教諭兼校医。7月30日生まれ。景の義理の母親であるが、周囲には隠している。年齢は30歳前後のようだが、それを感じさせないほどに低身長で童顔。血を見るのが好きと言う性癖の持ち主のため、一度保健室に入ったら許可が下りるまで出ることはできない。
バッドエンド時には「とろりん」というミニキャラとして、プレイヤーにバッドエンドの解説やアドバイスを行う。

## 舞台版
2016年1月22日から31日まで、東京都・アトリエ第七秘密基地で公演された。

### キャスト
- 八木景 - 石川平武
- 津野るみ子 - 望月まこと
- 白詰乙羽 - 鈴木智子
- 平木場亜須賀 - 石川竜太郎
- 九段志乃歌 - 池上千尋
- 有栖隆斗 - 籠谷和樹
- 東護美弥 - 奥村凛
- 土呂鈴 - 折原つかさ